# Eli Urbanová
Pour les articles homonymes, voir Urbanova.
Eliška « Eli » Urbanová, née Vrzáková (8 février 1922 - 20 janvier 2012) est une poétesse et espérantiste tchèque.

## Biographie

### Jeunesse
Eli Urbanová nait le 8 février 1922 à Čáslav, en Tchéquie.

### Fin de vie
Eli Urbanová meurt le 20 janvier 2012 à Prague. 

## Œuvres
- (cs) Zrcadlo [« Miroir »], 1940
- (eo) Nur tri kolorojn, 1960
- (eo) El subaj fontoj, 1981
- (eo) Kvarfolio, 1985
- (eo) Verso kaj larmo, 1986
- (eo) Debato pri la “Praga skolo”, 1989
- (eo) Hetajro dancas, 1995
- (eo) Vino, Viroj kaj kanto, 1995
- (eo) Peza vino = Těžké víno, 1996
- (eo) El mia buduaro, 2001
- (eo) Rapide pasis la temp’, 2003
- (eo) Prefere ne tro rigardi retro, 2007